# Herleva
Herleva znana również jako Herleve, Arlette, Arletta i Arlotte  (ur. ok. 1003, zm. ok. 1050) była matką Wilhelma Zdobywcy, późniejszego króla Anglii. Miała jeszcze dwóch innych synów z Herluinem de Conteville: Odona z Bayeux i Roberta de Mortain.

## Pochodzenie
Pochodzenie Herlevy i okoliczności urodzin Wilhelma okrywa mrok tajemnicy. Źródła pisane, powstałe w następnym pokoleniu, nie są do końca przekonujące. Według najczęściej przyjmowanej wersji była córką garbarza nazwiskiem Fulbert, pochodzącą z małego normandzkiego miasteczka Falaise. Informacje te są w znacznym stopniu niepewne, jako że Fulbert miał być także kuśnierzem, aptekarzem, lub nawet grabarzem.
Niektórzy utrzymują, że ojciec Herlevy nie był garbarzem, lecz dość wysoko postawionym przedstawicielem bogatego mieszczaństwa. Tę wersję ma potwierdzać fakt, że jej bracia są często wymieniani w późniejszych dokumentach dotyczących nieletniego Wilhelma. Innym potwierdzeniem wyższej pozycji społecznej rodziny jest to, że hrabia Flandrii uznał Herlevę za godną zajmowania się wychowaniem jego córek. W obu przypadkach byłoby to niemożliwe, gdyby ojciec, a tym więcej bracia Herlevy byli garbarzami, niewiele więcej znaczącymi od pańszczyźnianych chłopów.

## Stosunki z Robertem Wspaniałym
Zgodnie z jedną z legend, do dziś powtarzaną przez przewodników w Falaise, wszystko zaczęło się w chwili, gdy Robert Wspaniały, młody książę Normandii, wspiął się na szczyt wieży zamkowej i zobaczył z jej wysokości Herlevę garbującą skóry na podwórcu zamkowym. Tradycyjna metoda garbowania skór polegała na deptaniu ich bosymi stopami po nasączeniu właściwymi płynami. Jak chce legenda, Herleva, widząc księcia spoglądającego na nią z blanków wieży, zadarła spódnicę ciut wyżej niż należało. Książę dał się złapać i natychmiast kazał przyprowadzić ją do siebie. Herleva odmówiła mówiąc, że do książęcego zamku może jedynie wjechać na koniu przez główną bramę, nie inaczej. Podniecony książę przystał na to z ochotą. Po kilku dniach Herleva, odziana w najpiękniejsze suknie, na jakie stać było ojca, wjechała na białym koniu do zamku. Dało jej to pół-oficjalny status królewskiej metresy. Wkrótce, w roku 1027 lub 1028, urodziła mu syna Wilhelma, a w 1030 córkę Adelajdę.

## Małżonka Herluina de Conteville
W roku 1031 Herleva wyszła za mąż za Herluina de Conteville. Według niektórych źródeł Robert nadal ją kochał, ale nie mógł poślubić, więc – by zapewnić jej godziwe życie – wydał ją za jednego ze swych wasali.
Ze związku z Herluinem narodziły się dwie córki: Emma, która wyszła za Richarda LeGoz (de Averanches) i Muriel, która wyszła za Wilhelma, pana na Ferté-Macé oraz synowie Odo, późniejszy biskup Bayeux, i Roberta, który został hrabią Mortain.

## Śmierć
Według Roberta z Torigni, Herleva została pochowana w opactwie Grestain, ufundowanym przez Herluina i jego syna Roberta około roku 1050. Herleva mogła mieć 40 lat w chwili śmierci. Jednakże David C. Douglas uważa, że Herleva zmarła nim Herluinowie ufundowali opactwo, bowiem w przeciwnym razie jej imię widniałoby na liście darczyńców, podczas gdy widnieje tam tylko imię drugiej żony Herluina, Fredesendis.